# Australian Open 2017 - Doppio leggende femminile
Lindsay Davenport e Martina Navrátilová sono le detentrici del titolo.
Il torneo non è stato portato a termine.

## Tabellone

### Legenda
| - Q = Qualificato - WC = Wild card - LL = Lucky loser | - ALT = Alternate - SE = Special Exempt - PR = Protected Ranking | - w/o = Walkover - r = Ritirato - d = Squalificato |

### Gruppo unico
|  |                                       | Bradtke Stubbs | Davenport Navrátilová | Fernández Schett | Majoli Molik | RR V–P | Set V–P | Game V–P | Posizione |
|  | Nicole Bradtke Rennae Stubbs          |                | 4–33, 2–4, 0–4        | 4–32, 4–1        | 3–4, 33–4    | 1–2    | 3–4     | 20–23    | 2         |
|  | Lindsay Davenport Martina Navrátilová | 3–4, 4–2, 4–0  |                       | non disputata    | 4–0, 4–2     | 2-0    | 4–1     | 19–8     | 1         |
|  | Mary Joe Fernández Barbara Schett     | 32–4, 1–4      | non disputata         |                  | 4–1, 4–2     | 1–1    | 2–2     | 12–11    | 3         |
|  | Iva Majoli Alicia Molik               | 4–33, 4–33     | 0–4, 2–4              | 1–4, 2–4         |              | 1–2    | 2–4     | 13–22    | 4         |

''La classifica viene stilata in base ai seguenti criteri: 1) Numero di vittorie; 2) Numero di partite giocate; 3) Scontri diretti (in caso di due giocatori pari merito ); 4) Percentuale di set vinti o di games vinti (in caso di tre giocatori pari merito ); 5) Decisione della commissione.